# Zebradrakfisk
Zebradrakfisk (Dendrochirus zebra) är en fiskart som först beskrevs av Cuvier 1829.  Zebradrakfisk ingår i släktet Dendrochirus och familjen Scorpaenidae. Inga underarter finns listade i Catalogue of Life.
Arten förekommer i Indiska oceanen och i sydvästra Stilla havet nära kusten. Den dyker till ett djup av 75 meter. Individerna vistas nära korallrev eller intill klippor. Zebradrakfisk utför längre vandringar. Individerna blir upp till 20 cm långa.
För beståndet är inga hot kända. Hela populationen antas vara stor. IUCN listar arten som livskraftig (LC).

## Bildgalleri

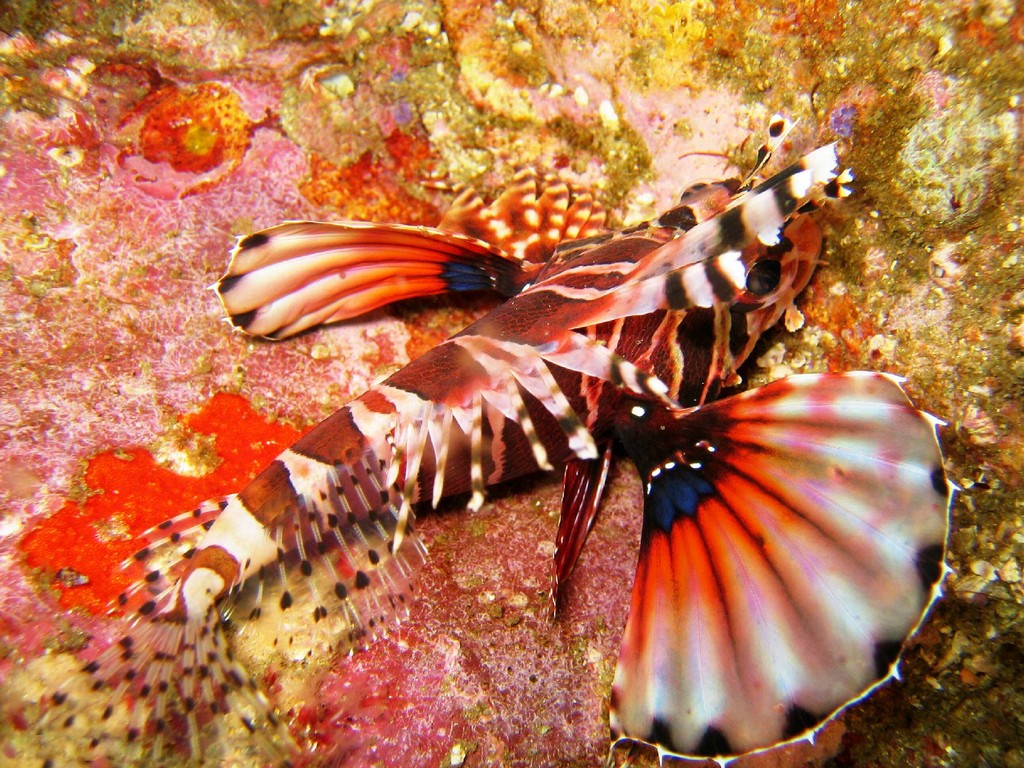
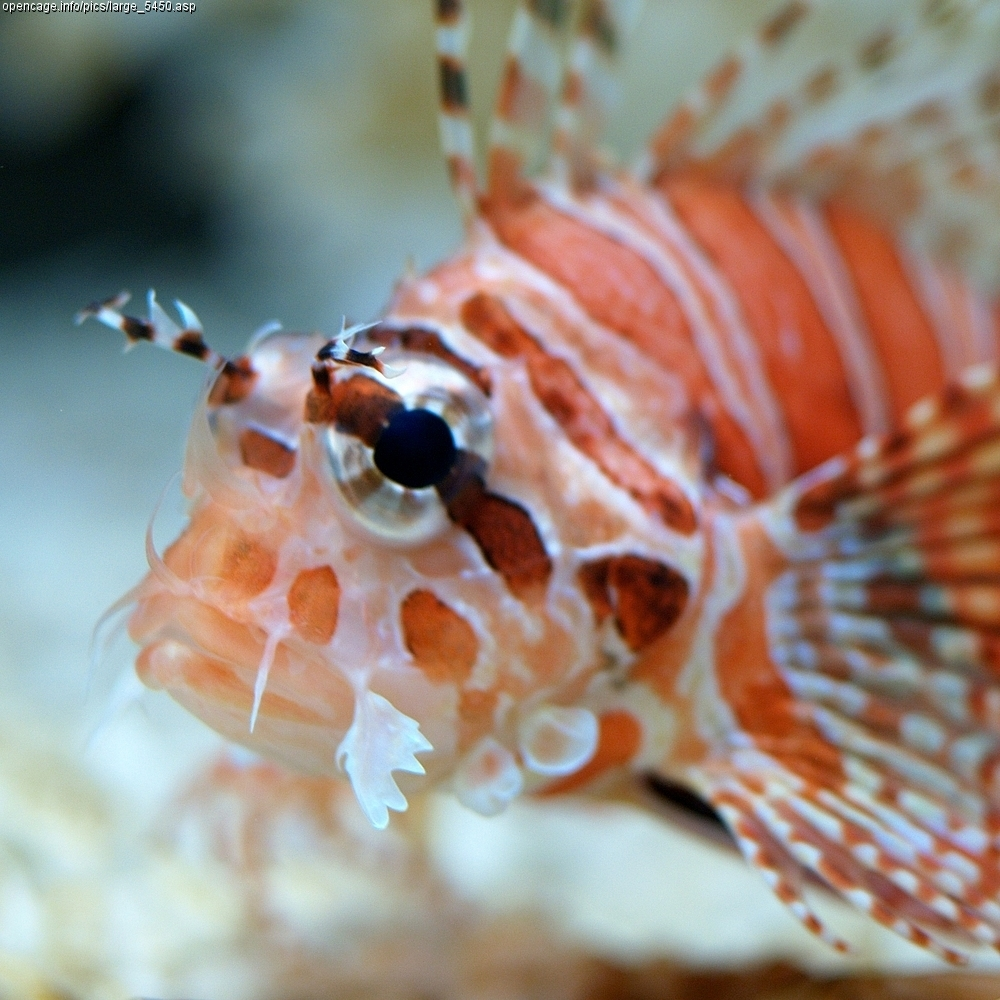